# Spitse moerasslak
De spitse moerasslak (Viviparus contectus) is een in het zoete water levende kieuwslak. De wetenschappelijke naam van de soort werd in 1813 voor het eerst geldig gepubliceerd door Pierre-Aimé Millet.

## Beschrijving

### Schelpkenmerken
Schelp met ongeveer 6½ bolle iets geschouderde windingen gescheiden door een diepe sutuur, een schuin ovale aan de bovenzijde iets hoekig toelopende mondopening en een zeer scherpe top. Alleen op de topwindingen lopen 3 kielen die niet altijd even duidelijk zichtbaar zijn. De kielen zijn ook vaak afgesleten. Ze zijn een restant van de embryonale schelp, waar op deze kielen rijen haartjes stonden. Deze haartjes verdwijnen zeer snel na het uitkomen van de jonge dieren. Jongere windingen zijn volledig afgerond en vertonen alleen groeilijnen, geen sculptuur. De schelp is dunwandig en heeft een dun groenachtig periostracum. De schelp zelf is kleurloos tot wit en heeft drie bruine spiraal kleurbanden die door het periostracum heen zichtbaar zijn. Soms zijn de banden geheel afwezig. De schelp kan bedekt zijn met een dunne aanslag van algen of ijzermineralen waardoor van de eigen kleur niets te zien is.
Er is een nauwe maar duidelijke navel. Deze soort heeft zoals alle moerasslakken een dun hoornachtig operculum dat concentrisch is opgebouwd.

### Afmetingen van de schelp
- hoogte: tot ongeveer 50 millimeter
- breedte tot ongeveer 37 millimeter

### Dier
De dieren hebben een grote kruipzool, een sterk ontwikkelde 'snuit' en een opvallende ademopening. De kleur van het lichaam is bruingrijs met oranjegele vlekjes.

### Voortplanting
De dieren zijn van gescheiden geslacht. Zoals de Latijnse naam aangeeft, zijn deze dieren levendbarend. De juiste term is eierlevendbarend (ovovivipaar) want er zijn wel eieren maar die komen in de uterus van het moederdier tot ontwikkeling. Elk ei zit in een eigen met eiwit gevuld kapsel en er kunnen gemiddeld 20 eikapsels (maximaal waargenomen: 82 stuks) per moederdier aanwezig zijn. Als de ontwikkeling van de jongen al tamelijk ver gevorderd is, dan verlaten zij het moederdier. Hun schelp is dan ongeveer 5 millimeter hoog. De embryo productie is optimaal in de maanden juni en juli, na oktober neemt dit sterk af. Bij gunstige watertemperaturen duurt het uitstoten van embryo's tot in augustus. Resterende embryo's overwinteren in het moederdier. Als het moederdier sterft dan worden eventueel aanwezige embryo's uitgestoten.

### Levensduur
De Spitse moerasslak kan zeker tot 13 jaar oud worden, maar er bestaan aanwijzingen dat zij misschien een leeftijd van 20 jaar kan bereiken.

### Habitat en levenswijze
Meestal in permanent aanwezig (dus niet droogvallend) vrij groot en rustig water met een rijke plantengroei. Niet in stromend water. De dieren leven van algen, detritus, meestal afstervende en bij uitzondering nog levende waterplanten en aas. Daarnaast zijn zij in staat voedsel uit het water door filteren op te nemen. De soort is in staat om ook in vrij zuur water in moerassen te leven

### Areaal
Deze soort heeft een Europese verspreiding. In Nederland en België in de hierboven genoemde watertypen niet zeldzaam.

### Fossiel voorkomen
Bekend uit bijna alle interglacialen van het Kwartair. Van fossielen wordt vaak (door de dunwandigheid) alleen het sterkste onderdeel, in dit geval de karakteristieke spitse topwindingen als fragment gevonden. Deze topfragmenten hebben vrijwel altijd een karakteristieke oranje kleur. Overigens fossiliseert het karakteristieke kleurbandenpatroon heel slecht.
Uit het Tiglien zijn platgedrukte schelpen bekend waarvan de oorspronkelijke schelphoogte ongeveer 60 millimeter moet hebben bedragen.